# Interflug
Az Interflug (Interflug GmbH, Gesellschaft für Internationalen Flugverkehr mbH) az NDK nemzeti légitársasága volt 1958 és 1991 között, bázisrepülőtere a Berlin Schönefeld repülőtér volt. Tevékenységét a német újraegyesítést követően szüntette be. Eredeti neve Deutsche Lufthansa volt (hivatalosan Deutsche Lufthansa GmbH der DDR), ezt azonban az NSZK tulajdonában levő Lufthansa védjegy miatt meg kellett változtatni.

## Története
Interflug (Internationaler Flug rövidítése, „Nemzetközi repülés”) alapítása 1958-ban történt, charterjáratok üzemeltetésére. 1963-ban, amikor az NDK elvesztette a Lufthansa védjegyet, az Interflug vette át a zászlóshajó szerepét.
Szovjet típusú repülőgépeket használt, Il–18-ast, Il–62-est illetve Tu–134-est.
1989-től használt Airbus A310-est.

## Média
Az MTI közleménye, 1990. június 8., péntek 18.58
„Berlin, 1990. június 8. péntek (taszsz) – Felére csökkenti kelet-európai járatainak számát július elejétől az NDK légitársasága, az Interflug. Július 2-től egyébként új árak lépnek életbe az Interflug járatain; a nyugati utak tarifáit – már NSZK-márkában – 20 százalékkal csökkentik.
A légitársaság a német pénzügyi unió kezdetétől elsősorban a német városok közötti forgalom kiszolgálására koncentrál; a nyugatnémet Lufthansával közösen sűrüsítik az NSZK városai, illetve Lipcse és Drezda közötti járataikat. A kelet-európai járatszámok csökkentése érinti a társaság budapesti járatát is, valamint – egyebek között – több szovjet nagyvárosba, Bulgária három városába is kevesebb Interflug-gép repül a jövő hónaptól.”
Az MTI közleménye, 1989. május 2., kedd 12.58
„Toulouse, Hamburg, 1989. május 2. kedd (DPA/VWD) – Hosszú távon bővíti Airbus-flottáját az NDK légiforgalmi vállalata, az Interflug. Az Interflug – a kelet-európai szocialista országok közül elsőként –, tavaly három Airbust rendelt, amelyek leszállítására az idén nyártól kerül sor.
A légijárművek mindenekelőtt az NDK és Kuba, valamint az NDK és Kína között közlekednek majd. Az Interflug egy negyedik Airbusra
pedig előzetes megrendelést, opciót adott. A nyugat-európai Airbus köreiben úgy tudják, hogy az NDK a kilencvenes években tovább akarja bővíteni Airbus-gépparkját.”